# The Beatles’ Story
The Beatles’ Story – podwójny, dokumentalny LP zespołu The Beatles wydany w USA przez wytwórnię Capitol, prezentujący wywiady, konferencje prasowe i piosenki zespołu. Był to czwarty album zespołu wydany przez wytwórnię Capitol a szósty w ogóle wydany w USA. Ukazał się w wersji mono i stereo.

## Historia
Album ma charakter dokumentu przedzielonego krótkimi fragmentami koncertu zespołu w Hollywood Bowl w 1964, który w całości został wydany dopiero w maju 1977.
Album zadebiutował 12 grudnia 1964 na liście Billboard 200 na pozycji 97. 2 stycznia 1965 osiągnął pozycję 7., którą utrzymał przez cztery tygodnie, po czym zaczął spadać. Wartość sprzedanych kopii przekroczyła 1 milion dolarów w ciągu pierwszego tygodnia od ukazania się na rynku, po czym sprzedano album w ilości 1 miliona egzemplarzy.
W 1996 The Beatles’ Story został przygotowany do wydania na Digital Audio Tape (DAT), ale wycofano się z tych planów, gdy okazało się, że tego typu nośnik nie może liczyć na komercyjny sukces. Jest to jeden z nielicznych albumów The Beatles, który dotychczas nie ukazał się w wersji CD a istnieje wyłącznie jako LP.

## Lista utworów
Strona pierwsza:
| 1. | „On Stage with the Beatles”              | 1:03  |
|    |                                          |       |
| 2. | „How Beatlemania Began”                  | 1:20  |
|    |                                          |       |
| 3. | „Beatlemania in Action”                  | 1:25  |
|    |                                          |       |
| 4. | „Man Behind the Beatles” – Brian Epstein | 2:47  |
|    |                                          |       |
| 5. | „John Lennon”                            | 5:50  |
|    |                                          |       |
| 6. | „Who's a Millionaire?”                   | 0:39  |
|    |                                          |       |
|    |                                          | 13:04 |
|    |                                          |       |
Strona druga:
| 1. | „Beatles Will Be Beatles”              | 7:28  |
|    |                                        |       |
| 2. | „Man Behind the Music” – George Martin | 1:04  |
|    |                                        |       |
| 3. | „George Harrison”                      | 4:46  |
|    |                                        |       |
|    |                                        | 13:18 |
|    |                                        |       |
Strona trzecia:
| 1. | „A Hard Day’s Night – Their First Movie” | 3:08  |
|    |                                          |       |
| 2. | „Paul McCartney”                         | 2:45  |
|    |                                          |       |
| 3. | „Sneaky Haircuts and More About Paul”    | 3:29  |
|    |                                          |       |
|    |                                          | 09:22 |
|    |                                          |       |
Strona czwarta:
| 1. | „The Beatles Look at Life”     | 2:05  |
|    |                                |       |
| 2. | „'Victims' of Beatlemania”     | 1:10  |
|    |                                |       |
| 3. | „Beatle Medley”                | 3:58  |
|    |                                |       |
| 4. | „Ringo Starr”                  | 6:24  |
|    |                                |       |
| 5. | „Liverpool and All the World!” | 1:05  |
|    |                                |       |
|    |                                | 14:42 |
|    |                                |       |